# Механички пренос
Механички пренос (или елементи за пренос снаге) је механизам који служи за пренос и претварање механичке енергије од машине (мотора) до справе, уређаја или објекта који користи ту енергију.
Као правило, приликом преноса се мијења брзина ротације, обртни моменат и други параметри, али је могућ и директан пренос (преко осовине или вратила) ако су погонска машина и гоњени систем удаљени.
Карактеристика механичког преноса је његов преносни однос (означава се са i).

## Преносни однос
Однос између угаоних брзина ВОДЕЋЕГ КАИШНИКА ω1 и ВОЂЕНОГ КАИШНИКА ω2. 
{\displaystyle i=\left({\frac {\omega _{1}}{\omega _{2}}}\right)=\left({\frac {n_{1}}{n_{2}}}\right)=\left({\frac {R_{2}}{R_{1}}}\right)=\left({\frac {D_{2}}{D_{1}}}\right)}
Преносни однос испоручује, преноси погонску силу са мотора на машину радилицу.
Трансмисија је преношење.
Каишник-ремен је машински елемент намењен за стварање покретних спојева и пренос снаге ротационог кретања.
Ремени пренос (каишни пренос) је пренос механичке енергије између машина и уређаја уз помоћ флексибилног ремена. За пренос је потребан ремен и најмање два точка за монтирање (ременица, ременик, каишник)

## Врсте
- Зупчасти пренос, зупчанички пренос(ници) или зупчасти парови
- Ланчани пренос, ланчасти пренос(ници) или ланчани парови
- Ремени пренос, каишни пренос(ници) или каишни парови
- Фрикциони пренос, тарни пренос(ници) или фрикциони парови

## Подјела
- По начину спајања:
  - са непосредним контактом (зупчасти, фрикциони)
  - са флексибилним везником (ремени, ланчани)
- По смјеру окретања:
  - истосмјерни (обично)
  - супротносмјерни (код зупчастог преносника, са 3. зупчаником и код ременог преносника са укрштеним ременом)
- По преносном односу:
  - редуктори (преносни однос <1)
  - директни пренос (преносни однос =1)
  - мултипликатори (преносни однос >1)
- По промјенљивости преносног односа:
  - са непромјењивим (фиксним) преносним односом
  - са преносним односом који се мијења у дискретним степенима
  - са континуално промјењивим преносним односом (енгл. continuously variable transmission, CVT)

## Илустрације
- Цилиндрични зупчасти пренос.
- Конички зупчасти пренос.
- Зупчаник - зупчаста летва пренос.

- Пужни пренос.
- Ремени пренос.
- Ланчани пренос.